# Anatol Șalaru
Anatol Șalaru (n. 7 februarie 1962, Văratic, raionul Rîșcani) este un medic și politician român din Republica Moldova, Ministru al Transporturilor și Infrastructurii Drumurilor al Republicii Moldova (din 30 iulie 2015), deputat în Parlamentul Republicii Moldova (din decembrie 2014). A fost deputat în primul Parlament al Republicii Moldova între 1990 și 1994 și Ministrul Transporturilor și Infrastructurii Drumurilor din 25 septembrie 2009 până la 30 mai 2013. Deține funcția de Vicepreședinte al Partidului Liberal, succesorul de drept al Partidului Reformei, pe care l-a condus în perioada 1993-1997. Este fondator al Cenaclului "Alexei Mateevici", - un forum al ideilor libere și naționale, creat în anii de apus ai Uniunii Sovietice și de început ai restructurării.

## Biografie
Anatol Șalaru s-a născut în satul Văratic din raionul Râșcani, RSS Moldovenească, URSS. După absolvirea studiilor medii la școala din localitatea de baștină, și-a continuat studiile la Universitatea de Medicină și Farmacie "Nicolae Testimițanu" din Chișinău. Începe cariera profesională în calitate de colaborator științific la Institutul Moldovenesc de Cercetări Științifice în domeniul Igienei și Epidemiologiei din Chișinău.

### Fondator al Cenaclului "Alexei Mateevici" (1988-1990)
La 15 ianuarie 1988, la un omagiu al poetului Mihai Eminescu, la bustul acestuia de pe Aleea Clasicilor din Chișinău, Anatol Șalaru înaintează persoanelor adunate propunerea de a continua întrunirile. În scurt timp, numărul participanților la întâlnirile din fața bustului Mihai Eminescu crește, iar la 26 aprilie 1988. pe Aleea Clasicilor, a avut loc prima ședință oficială a Cenaclului literar-muzical socio-politic „Alexei Mateevici”.
Întrunirile Cenaclului "Alexei Mateevici" aveau loc, la început, pe Aleea Clasicilor din parcul Pușkin, din Chișinău, actualemente Grădina Publică Ștefan cel Mare. Ulterior, locul preferat a devenit Teatrul Verde de la lacul Comsomolist, azi parcul de agrement Valea Morilor. Cenaclul „Alexei Mateevici” începe, în 1988, o campanie de colectare a semnăturilor pentru proclamarea limbii române ca limbă de stat și pentru revenirea la grafia latină. Autoritățile comuniste au înțeles că acest cenaclu nu este doar un grup de tineri romantici, care vin numai să cînte și să spună poezii, ci sunt porniți să discute probleme foarte serioase, cum ar fi revenirea la grafia latină, deportările, toate problemele stringente despre care nu s-a spus nimic în perioada sovietică.

### Activitatea politică
La începutul anului 1990, Anatol Șalaru devine deputat în primul Parlament al Republicii Moldova ales în mod democratic. Alegerile au avut loc pe circumscripții uninominale, iar Anatol Șalaru a candidat din partea Frontului Popular din Moldova. A exercitat mandatul de deputat până în martie 1994. "În perioada primului legislativ democrat exista o presiune fantastică a străzii. Mii de oameni se adunau în fața Parlamentului și blocau circulația - lumea nu era indiferentă față de hotărîrile votate în Parlament. Unii deputați votau din frică, mai erau și din cei indeciși, mai erau deputații comuniști de la Tiraspol... Cei care nu votau corect erau huliți, puteau să ia și bătaie, iar celor care votau bine, oamenii le dădeau flori." își amintește într-un interviu Anatol Șalaru.
Anatol Șalaru este ales președinte al Partidului Reformei la conferința de constituire a formațiunii din 5 septembrie 1993. Partidul Reformei s-a constituit, inițial, drept o formațiune politică de centru-dreapta, de esență creștin-democrată, care și-a propus elaborarea, susținerea și promovarea strategiei reformei pentru a include societatea moldovenească în familia popoarelor civilizate. A exercitat funcția de președinte al partidului până în 1997 pentru ca 11 ani mai târziu să revină în politică ca vicepreședinte al Partidului Liberal, succesor de drept al Partidului Reformei.
După mai bine de zece ani de activitate economică, Anatol Șalaru se reîntoarce, la începutul anului 2008, în politică. Motivul pentru care a revenit în partidul din care a plecat îl spune într-un interviu acordat postului de radio Vocea Basarabiei: "Mulți și-au pus întrebarea de ce am plecat din politică. Probabil, pentru că nu a mai fost cazul să continui când toate s-au dat peste cap. Astăzi însă este nevoie de oameni cu experiență, care nu s-au compromis și care nu au renunțat la idealurile naționale. Am urmărit întotdeauna ce se întâmplă în Moldova, am fost întotdeauna aproape de partidul pe care eu l-am fondat, Partidul Liberal fiind succesorul Partidului Reformei pe care l-am fondat în 1993. Este unul dintre cele mai vechi partide din republică, are 15 ani de existență și întotdeauna mi-am dorit să mă întorc în partidul din care am plecat."
În cadrul ședinței Consiliului Central al Partidului Liberal din 20 martie 2008, Anatol Șalaru a fost ales vicepreședinte al Partidului Liberal. În urma alegerilor parlamentare din 5 aprilie 2009 devine deputat în Parlamentul Republicii Moldova, funcție păstrată și în urma alegerilor parlamentare anticipate din 29 iulie 2009. La ședința în plen a Parlamentului din 10 septembrie 2009, prin votul majorității deputaților, Anatol Șalaru a devenit membru al Biroului Permanent al legislativului.
Din 25 septembrie 2009 până la 30 mai 2013 a fost Ministrul Transporturilor și Infrastructurii Drumurilor în Guvernul Filat (1).
În urma alegerilor parlamentare din 30 noiembrie 2014 a fost ales deputat în Parlamentul Republicii Moldova.
Pe 30 iulie 2015 a fost numit în funcția de Ministru al Apărării al Republicii Moldova în Guvernul Streleț.
În urma alegerilor prezidențiale din 2016 în care a învins liderul PSRM Igor Dodon, președintele nou ales a declarat că unul din punctele principale va fi demiterea ministrului Apărării Anatol Șalaru. Partidul Liberal a acumulat doar 1,80% (25.490 voturi) din numărul total de voturi, ceea ce demonstrează o scădere extraordinară în comparație cu alegerile anterioare(29 iulie 2009 -14,68 % si 30 noiembrie 2014- 9,67 %). Acest fapt a dus la propunerea din partea lui Anatol Șalaru de a se examina cauza acestei scăderi, identificarea modalității de a îmbunătăți starea partidului, reformarea și, după caz, de a alege un nou președinte al Partidului Liberal. Aceste propuneri au fost considerate drept tentativă de a-l înlătura pe Mihai Ghimpu din funcția sa pentru incapacitate de a conduce partidul.
Pe 13 decembrie 2016, Mihai Ghimpu retrage sprijinul politic lui Anatol Șalaru din functia de ministru al Apărării. Patru zile mai târziu, Șalaru și-a dat demisia din funcția de prim-vicepreședinte al PL.
Pe 27 decembrie 2016, Igor Dodon semnează decretul privind demiterea din funcția de ministru al Apărării a lui Anatol Șalaru, mulțumind lui Mihai Ghimpu pentru acel demers.

## Partidul Unității Naționale
Pe data de 7 februarie 2017 Anatol Salaru anunță, pe contul său de facebook, că intenționează să formeze un partid nou- Partidul Unității Naționale.
„Stimați prieteni,
După o analiză atentă, multe discuții purtate cu partenerii noștri din România și Uniunea Europeana, dar și stând la dialog cu foarte mulți dintre dumneavoastră, am înțeles că este necesară înființarea unui nou partid politic: Partidul Unității Naționale. De ce unitate națională? Pentru că e ceea ce ne lipsește nouă cel mai mult, românilor de peste Prut, din Basarabia. Avem drept obiectiv ca acest nou partid să fie expresia politică a tuturor celor care își doresc un stat integru, european, capabil să își apere cetățenii și mai ales capabil să le construiască cetățenilor un viitor. După 25 de ani de la desprinderea de imperiul sovietic, Republica Moldova are nevoie de un restart care să o scoată din zona gri a relațiilor internaționale, și să o ducă în rândul țărilor civilizate, pentru că acolo îi este locul.
Nu va fi ușor, dar n-a fost ușor nici în 1989, atunci când am aprins flacăra eliberării naționale. Am reușit atunci, vom reuși și acum. Republica Moldova are nevoie de un partid românesc, capabil să ofere o alternativă la actuala clasă politică, un partid care să fie acceptat ca partener de clasa politică de la București, și mai ales un partid care să nu dezamăgească și să nu-și încalce angajamentele asumate.

În perioada următoare vom face public întregul grup de inițiativă, și vă invit pe toți cei care doriți să vă implicați în acest nou proiect politic să ne trimiteți datele dumneavoastră de contact la adresa de email: pun.office1@gmail.com”

## Familia și viața personală
Anatol Șalaru este căsătorit cu Carolina. Au doi copii: un băiat, pe nume Nicolae-Dan, și o fată, Victoria-Maria (n. 1 aprilie 2008). Numele fetei a fost pus în cinstea tatălui său, Victor, care a decedat cu o zi înainte de a se naște ea. Familia este stabilită în București, România.
Anatol Șalaru are un hobby încă din studenție - fotografia. Într-un interviu acordat revistei VIP Magazin, Anatol Șalaru preciza că a păstrat o impresionantă colecție de fotografii și înregistrări audio din perioada Cenaclului „Alexei Mateevici”.